# Крис Волстенхолм
Кристофер Тони Волстенхолм (енгл. Christopher Tony Wolstenholme; 2. децембар 1978) енглески је музичар, најпознатији као басиста и пратећи вокалиста енглеске рок групе Muse.